# ファンキー7
ファンキー7は、1989年にソフィアが開発し、西陣が発売したデジパチパチンコ機。旧要件機時代において同社を代表するデジパチといえ、後に発売された『タキシード』、『ルーキーNX』などにも影響を与えた。

## 概要
- 大当たり時のおまけチャッカーによる出玉増加タイプ。
- 業界初の「ワープルート」を搭載。
- 西陣初のリーチアクションを搭載したデジパチ。当時としては派手な装飾の演出や効果音が話題となった。
- 左、右、中の順に停止する。左図柄停止直後に右図柄がスロー回転になり必ず一周するため、ある程度リーチの有無を判断できる。

## スペック
- 『ファンキー7 P-3』（1989年）
- 大当たり確率 1/240（メーカー発表値）1/235（解析値）
- 大当たり図柄、赤「000-999」または緑「111、333、555、777、999」（中出目のみ、ブランクである緑０が存在）
  - 賞球数 7&13 大当たり最高継続 10R10C